# دانغدوت
دانغدوت هو نوع الموسيقى الشعبية الإندونيسية التي طورت بعضًا من موسيقى الملايو، والعربية، والهندوستانية. تم تطويره في السبعينيات بين الطبقة العاملة، لكنه بدأ في أواخر التسعينيات لتحقيق شعبية أكبر في إندونيسيا، وماليزيا، وجنوب الفلبين.

## روابط خارجية
دانغدوت على موقع الموسوعة البريطانية (الإنجليزية)